# The Lone Ranger (Suggs)
The Lone Ranger is het eerste soloalbum van Graham 'Suggs' McPherson, zanger van de Britse ska-popband Madness. Het verscheen in oktober 1995 en haalde in de Britse Albumlijst de veertiende plaats in vijf weken tijd. 

## Achtergrond
Het album was oorspronkelijk bedoeld als duoproject met Madness-pianist Mike Barson en was al in voorbereiding voordat Madness in 1992 weer bij elkaar kwam. Twee jaar later leek de reünie voorbij en tekende Suggs een solocontract bij EMI; Barson verleende zijn medewerking als co-producer, maar voor de overige nummers werden Sly & Robbie ingeschakeld. Ook Madness-collega Carl 'Chas Smash' Smyth heeft een bijdrage geleverd. 
The Lone Ranger bracht vijf singles voort; de covers I'm Only Sleeping en Cecilia (de grootste hit) en de eigen nummers Camden Town, The Tune en No More Alcohol (remix). Ter promotie gaf Suggs twee in-store concerten in de zomer van 1995 en verscheen hij in televisieprogramma's als Top of the Pops en  Later with Jools Holland. Plannen voor een solotournee in 1996, waaraan ook zijn zingende moeder mee zou doen, werden afgelast wegens tegenvallende kaartverkoop. 
Suggs bracht in 1998 nog een soloalbum uit, maar zou het succes van The Lone Ranger niet evenaren. In 1999 nam hij een nieuwe versie op van 4AM voor de comeback-cd van Madness.

## Tracklijst
1. "I'm Only Sleeping" (John Lennon, Paul McCartney) featuring Louchie Lou & Michie One – 4:20
2. "Camden Town" featuring Louchie Lou & Michie One – 3:52
3. "Alcohol" – 4:27
4. "4 am" – 3:32
5. "The Tune" – 4:35
6. "Cecilia" (Paul Simon) – 3:08
7. "Haunted" – 3:53
8. "Off on Holiday" – 4:04
9. "Green Eyes" (Cathal Smyth) – 3:51
10. "Fortune Fish" – 5:31
11. "She's Gone" – 5:11